# Signor Fagotto
Il Signor Fagotto (nebo jen Signor Fagotto) je opéra bouffe či opereta o jednom dějství francouzského skladatele Jacquese Offenbacha na libreto Charlese Nuittera a Étienna Tréfeua. Poprvé se hrála 11. července 1863 v Lázeňském sále (Kursaal) letoviska Bad Ems. V mírně pozměněné verzi pak měla premiéru v Offenbachově domovském divadle Théâtre des Bouffes-Parisiens 18. ledna 1864 a další verzi skladatel upravil pro vídeňské divadlo Carltheater, kde měla premiéru 11. února téhož roku.

## Vznik opery
V souvislosti se Signorem Fagottem popisuje – i když jen anekdoticky – okolnosti vzniku pařížský deník Le Petit Journal takto: „Každý rok pan Jacques Offenbach jezdí užívat ony tak účinné minerální vody v Emži. Tam mu ředitel divadla předloží několik rukopisů; z nich si maestro vybere dva a slíbí odevzdat partitury před svým návratem do Paříže. Jenže ho zamknou v jeho pokoji a hrozí mu, že ho tam nechají, dokud nezkomponuje svou hudbu. Offenbach volá, kleje, buší na dveře, žadoní o pomoc kolemjdoucí. Vše marno! Nenabude zpět svobody, nedostane večeři, dokud nedokončí alespoň jednu operetu. Tak se tedy musí podřídit a během několika hodin vrhne na papír hlavní motivy nějakého nového hudebního klenotu.“
V letní sezóně skutečně uváděl Offenbach pravidelně se souborem složeným částečně z umělců jeho pařížského divadla Théâtre des Bouffes-Parisiens. V létě 1863 zmíněnými dvěma díly byly lyricko-komický dialog Lízinka a Fricek a o něco náročnější komická aktovka Il Signor Fagotto. Oproti legendě objednal Offenbach libreto u Nuittera a Tréfeua (s oběma již spolupracoval dříve) a zhudebnil ho někdy na jaře roku 1863, v červnu pracoval na instrumentaci a 11. července 1863 se v hlavním lázeňském sále (Kursaal) odehrála premiéra Signora Fagotta (večer byl doplněn starší aktovkou Émila Jonase Le Duel de Benjamin). Offenbach výjimečně sám dirigoval a hlavní roli si zahrál oblíbený komik Gustave Gerpré, ze skladatelova pohledu však měl nemenší význam debut mladé zpěvačky vystupující pod pseudonymem Zulma Bouffar, jejíž talent nedávno objevil a jež se brzy stala jeho milenkou. Ta ztvárnila úspěšně subretní roli Moschetty a Offenbach pro ni vzápětí – tentokrát skutečně spěšně – napsal zmíněnou hříčku Lízinka a Fricek, která měla premiéru deset dní po Signoru Fagottovi.

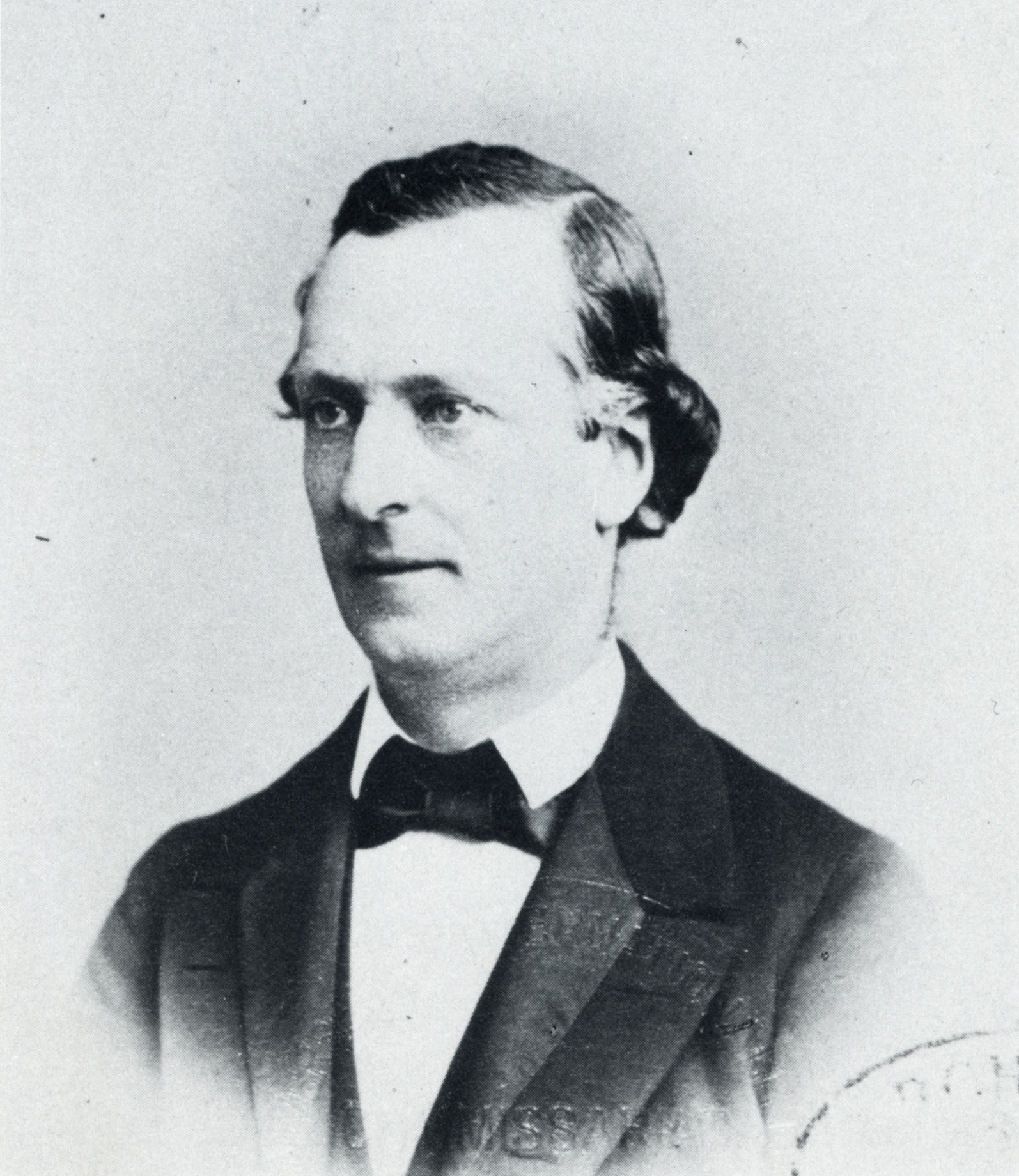
Libretista Charles Nuitter

Il Signor Fagotto měl v Emži velký úspěch, o kterém hojně referoval i zahraniční tisk, i když poměry příležitostného lázeňského divadla neumožnily více než tři představení. Skutečnou jevištní dráhu zahájila tato opera až počátkem následujícího roku inscenacemi v Paříži a ve Vídni.

## Charakteristika
Žánrové označení díla již v době prvního uvádění kolísalo, v Paříži i ve Vídni označovaly Signora Fagotta za operetu a s tímto označením byl publikován i klavírní výtah, původní označení přisouzené autorem a použité při emžské premiéře je „opéra-bouffe“, některé novější zdroje zase používají pojem „opéra comique“ .
Už italským názvem a prostředím a zápletkou spočívající v záměně osob námět Signora Fagotta odkazuje na tradice italské opery buffy. Například scéna hodiny zpěvu má svůj zřejmý předobraz ve druhém dějství Rossiniho Lazebníka sevillského (Rossini ostatně Signora Fagotta obdivoval.) Původní, v Bad Ems uvedená verze se od konečné v některých dějových detailech odlišovala. Tak Bacolo byl původně potulný zpěvák a herec, zatímco Moschetta byla Clorindina sestřenice (a Bertolucciho neteř); v konečné verzi jsou oba intrikujícími sloužícími u Bertolucciho, což děj dále přibližuje ke vzoru italské buffy. Offenbach a jeho libretisté zesměšňují v postavě hudbymilovného měšťáka Bertolucciho obdiv k celebritě – zde slavnému hudebnímu skladateli, titulnímu signoru Fagottovi, který se na jevišti nakonec vůbec neobjeví. Pranýřován je snobský vkus: Bertolucci je ochoten považovat za geniální cokoli, co pochází od mediálně známé osobnosti, a jeho přítel starožitník Caramello zase jen to, co je staré alespoň osmnáct set let, zatímco pravou hodnotu v hudbě mladého neznámého skladatele ani jeden z nich nerozezná.

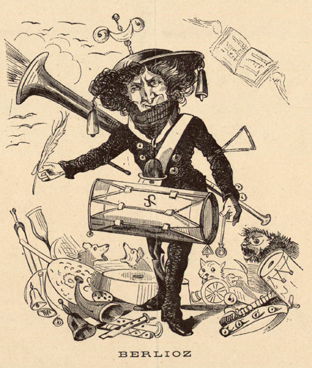
Karikatura skladatele Hectora Berlioze s jeho příslovečnými bicími nástroji.

Offenbach si neodpustil narážky na nejuctívanějšího – i když ne nejoblíbenějšího – francouzského skladatele své doby, Hectora Berlioze, který jím pohrdal a před třemi lety napsal jeden z nejostřejších odsudků Barkoufa – opery, kterou se Offenbach poprvé pokoušel prosadit na velké operní scéně. I když označit celou operetu za parodii na Berlioze je zřejmě přemrštěné, již současníci komentovali „berliozovské“ noty v hudbě falešného skladatele Fagotta, který pěje ódu na bicí nástroje (jež hrají v Berliozově hudbě na tehdejší francouzské poměry zvlášť velkou úlohu) a kterého jeho obdivovatelé označují za „Trójana“ (narážka na Berliozovo největší dílo, operu Trójané, která měla premiéru právě roku 1863).
Sám Offenbach měl již před uvedením plnou důvěru ve své nové dílo, psal o něm: „Domnívám se, že to je aktovka omračující veselím a okouzlující jako … hudba.“ Pařížské i vídeňské recenze mu dávaly více méně za pravdu: i když se ne všechny shodovaly na tvrzení, že hudba Signora Fagotta „patří k [Offenbachově] nejlepší“, vesměs uznávaly, že je „nadmíru vtipná“ a je to „jedna z jeho nejhumornějších partitur“. Jestliže novodobý Offenbachův životopisec Jean-Claude Yon hovoří umírněně o „pečlivě vypracované partituře“, lyonská inscenace roku 2001, která vzkřísila Offenbachovu hudbu v autentické podobě, ukázala, že Signor Fagotto „je nádherná opéra-comique, výstřední, se sopečnou hybností. […] Ztřeštěný sled kvartetů, tercetů, sextetů tvoří podstatu této k popukání směšné a současně jemné hudební bufonérie.“
Hudební čísla mají velmi vyrovnanou kvalitu, o čem svědčí i to, že obecenstva na různých místech měla různé favority: v Emži zvláště zapůsobilo lyricko-komické finále, ve Vídni tercet představující hodinu zpěvu, v Paříži imitační árie Bacola; většina kritik pochvalně zmiňuje i duet Bacola a Moschetty a kuriózní, komickou i hudebně nápaditou „pindarskou ódu“ antikváře Caramella.
Již soudobí hudební kritikové oceňovali instrumentační mistrovství, které Offenbach v tomto díle prokázal, a jeden z novodobých recenzentů přímo hovoří o „symfonické operetě“: „[Offenbach] vystavěl bujnou, zdravě bujarou orchestraci, bohatou na harmonické objevy (závratné využití flétny, průzračné, něžně hebké smyčce).“

## Inscenační historie

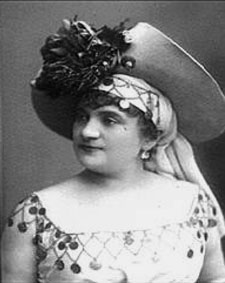
Zulma Bouffar, portrét od Nadara.

Stejně jako v případě jiných děl premiérovaných v Emži uvedl Offenbach Signora Fagotta v následující sezóně ve svém divadle Bouffes-Parisiens. Tato opereta byla nasazena o něco dříve, než se původně plánovalo, když skladatelova Láska zpěvákem (L'Amour chanteur), napsaná pro znovuotevření divadla po rekonstrukci 5. ledna 1864, nedosáhla očekávaného úspěchu a bylo ji třeba nahradit jiným kusem. Jak psala revue L'Europe artiste, „Il Signor Fagotto byl přijat dobře, a o to lépe, že nás zbavil Lásky zpěvákem, jejíž fiasko bylo tak jasně a zaslouženě konstatováno.“ Táž kritika konstatuje, že Signor Fagotto „dělá skladateli velkou čest“. Celkově sice pařížská kritika projevila o partituru spíše menší zájem, obecenstvo však bylo nadšeno a Il Signor Fagotto se s přerušeními udržel na repertoáru Bouffes-Parisiens po mnoho let.
Offenbach nebyl pařížské premiéře Signora Fagotta přítomen, neboť pobýval ve Vídni. Tam se ve Dvorní opeře připravovala premiéra Offenbachovy romantické opery Rýnské rusalky (Die Rheinnixen), se kterou chtěl Offenbach (po neúspěchu Barkoufa v Opéra-Comique) proniknout na významná operní jeviště. Premiéra Rýnských rusalek se konala 4. února 1864 a měla spíše zdvořilostní úspěch. Offenbachovy přítomnosti však využilo divadlo Carltheater k uvedení vídeňské premiéry Signora Fagotta (Signore Fagotto), která se konala 11. února 1864 a které byli skladatel se svou manželkou přítomni. Offenbach emžskou partituru svého díla pro tuto příležitost výrazně upravil – mimo jiné přepracoval instrumentaci, protože orchestr Carltheatru početně značně převyšoval orchestr pařížských Bouffes-Parisiens, natož příležitostně sestaveného lázeňského orchestru v Emži, a hlavní roli sloužícího Bacola přepracoval pro oblíbenou herečku a významnou offenbachovskou interpretku Annu Grobeckerovou, „perlu Carltheatru“ – premiéra se ostatně konala jako její benefice. Upravenou partituru skladatel věnoval významnému vídeňskému hudebnímu kritikovi Eduardu Hanslickovi, který Offenbachovo dílo sledoval a oceňoval a byl v této době v blízkém kontaktu s Offenbachem ohledně Rýnských rusalek.

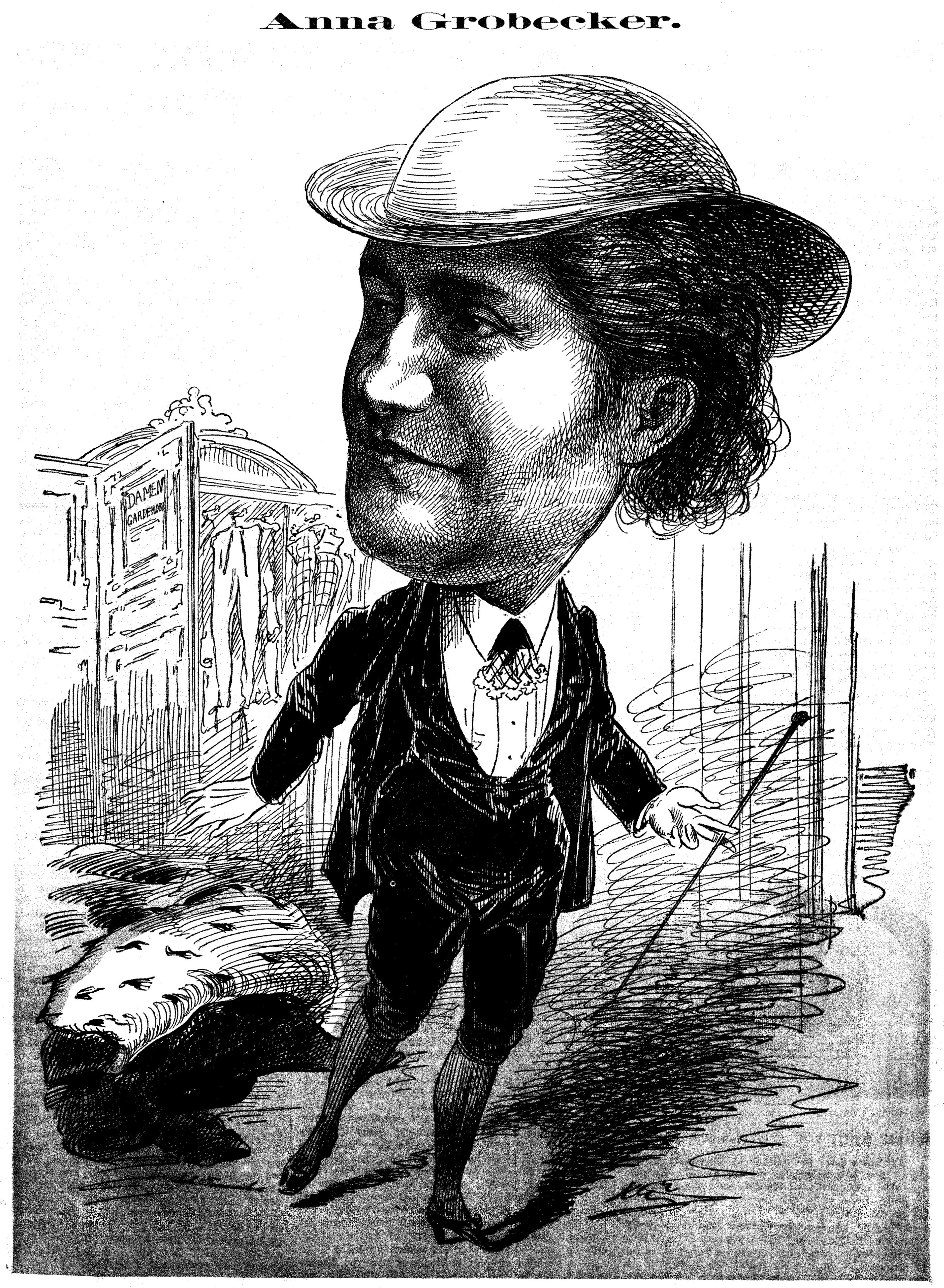
Anna Grobeckerová, karikatura z roku 1869

Signor Fagotto se nesetkal s nadšením přímo při premiéře, ale jeho popularita brzy stoupla. I když kritika upozorňovala, že přetvoření titulní role na ženskou není příliš v souladu s hudbou, měla Anna Grobeckerová na úspěchu Signora Fagotta ve Vídni nemalou zásluhu. Kritika přijala hudbu vesměs pozitivně. Die Presse napsala „Signore Fagotto patří k hudebně nejlépe vybaveným Offenbachovým operetám, je plný dráždivých melodií a jemných komických efektů,“ podobně soudil například Fremden-Blatt. Zato Blätter für Musik, Theater und Kunst korigovaly velmi příznivé hodnocení, které dříve referovaly z Emže a Paříže; domnívaly se, že nová opereta „nenaplnila očekávání“ a že Offenbachova hudba postrádá někdejší melodickou invenci, kterou však částečně nahrazuje instrumentační a rytmickou vynalézavostí. Druhé repríze Signora Fagotta byl přítomen i císařský pár.
Přes úspěch, kterého Signor Fagotto dosáhl v Paříži i ve Vídni, zájem divadel byl o něj menší než u většiny jiných Offenbachových děl z této doby. Nicméně se hrál i ve Španělsku, kde tuto operu uvedlo poprvé roku 1871 madridské divadlo Teatro del Circo (společnost Bufos Arderius) v překladu Martana Piny Bohigase jako Los rayos del sol.
I pro nedostatek spolehlivé edice byl Signor Fagotto ve 20. století opomíjen. Prvním významným vzkříšením této operety byla nesmírně úspěšná inscenace, kterou roku 1983 premiéroval soubor Musicomédiens, nejprve na festivalu Printemps de Bourges a poté v pařížských divadlech Théâtre de la Potinière a Théâtre Mouffetard. Tato verze však byla velmi vzdálená od originálu – značně rozšířená o hudbu z jiných Offenbachových děl, přeinstrumentována a hrána činoherci. Kritické vydání Signora Fagotta s novým německým překladem pořídil Josef Heinzelmann a tato verze byla poprvé hrána koncertně ve Vídni roku 1997 (dirigent Dennis Russell Davies), vysílána rozhlasem a téhož roku uvedena koncertně i na Festivalu Jacquese Offenbacha v Bad Ems.
Ještě novější edici vzápětí připravil offenbachovský muzikolog Jean-Christophe Keck; rekonstruoval v ní emžskou, pařížskou i vídeňskou verzi díla. Tuto obnovenou verzi poprvé uvedlo operní divadlo v Lyonu (Opéra national de Lyon) dne 19. října 2001 v režii Caia Gaiarsy a hudebním nastudování Oliviera Reboula (společně s novou verzí Ba-ta-clanu). Za této situace se inscenace Signora Fagotta stávají hojnější, uvést lze například festival Bruniquel 2005, inscenaci společnosti Opéra de Barie roku 2013 nebo inscenaci na festivalu Arosa Musik Theater ve Švýcarsku v témže roce.

## Osoby a první obsazení
| osoba                          | hlasový obor           | světová premiéra (11.7.1863)       | pařížská premiéra (18.1.1864)        | vídeňská premiéra (11.2.1864) |
| ------------------------------ | ---------------------- | ---------------------------------- | ------------------------------------ | ----------------------------- |
| Bertolucci, milovník hudby     | baryton                | Charles Desmonts                   | Désiré (vl. jm. Amable Courtecuisse) | Carl Treumann                 |
| Bacolo, Bertolucciho lokaj     | tenor                  | Gustave Gerpré                     | Étienne Pradeau                      | Anna Grobecker                |
| Caramello, starožitník         | baryton                | (Louis-)Prosper Guyot              | Édouard Georges                      | Alois Grois                   |
| Fabricio, Clorindin milenec    | soprán (rôle travesti) | Anna Dartaux                       | Lucille Tostée                       | Schwöder                      |
| Clorinda, Bertolucciho dcera   | soprán                 | Marie-Camille Taffanel             | Marie-Camille Taffanel               | Friederike Fischer            |
| Moschetta, Bertolucciho služka | soprán (subreta)       | Zulma (vl. jm. Magdelaine) Bouffar | Zulma Bouffar                        | Anna Marek                    |
| Dirigent:                      | Dirigent:              | Jacques Offenbach                  | …                                    | …                             |

## Děj operety
(Soudobý měšťanský salón někde v Itálii) V domě bohatého měšťana a hudebního nadšence Bertolucciho panuje vzrušení. Jak pán domu radostně sděluje své dceři Clorindě, lokajovi Bacolovi i služce Moschettě, přijíždí k němu vzácná návštěva, ale ostatním dlouho trvá, než z něj dostanou její jméno: je to slavný skladatel Fagotto, jehož Bertolucci bezmezně uctívá – ostatně celý jeho salón je ověšen Mistrovými zarámovanými vlastnoručními dopisy (ansámbl (kvartet) Il accourt, il approche). Ale vzácná návštěva má i důvod: Signor Fagotto má být svědkem svatební smlouvy mezi Clorindou a jejím nápadníkem, postarším starožitníkem Caramellem. Clorinda se sňatku vzpouzí, protože miluje svého učitele zpěvu, mladého skladatele Fabricia. Jenže toho Bertolucci odmítá, protože chce svou dceru provdat pouze za významnou osobnost – a Caramello je proslulý znalec antické hudby a člen Národní akademie pro pompejské amfory, zatímco Fabricio je zcela neznámý. Není však k mladíkovi nepřátelsky naladěn a vítá ho, když Fabricio přichází dát Clorindě hodinu zpěvu, ostatně zanedlouho má dívka předvést své hudební nadání samotnému Signoru Fagottovi. Zatímco se Bertolucci holí a čas od času kontroluje průběh vyučování, milencům se v mezidobí podaří si vysvětlit situaci, aniž by z ní však našli východisko (tercet a duet Je veux que ma fille… Allons, allons, il faut que je vous donne votre leçon… Ah! c'est très bien).
Caramello přichází poklonit se své nastávající i očekávanému Maestru Fagottovi, kterému hodlá předvést svou chloubu – rekonstruovanou Pindarovu ódu doprovázenou na lyru přímo z antických vykopávek. Clorinda jej přijímá s nechutí. Stále doufá, že se jí podaří sňatku vyhnout, a spoléhá na pomoc rázné služky Moschetty. O tu se dlouho uchází důvtipný Bacolo, ale dosud marně, Moschetta má na svého budoucího ženicha velké nároky (kuplet Quand j'achète fruit ou légume). Bacolo proto vymyslel léčku, jak obelstít svého pána, dopomoci Clorindě ke sňatku s Fabriciem, a tím si získat i Moschettinu náklonnost. Zmizí a vzápětí se vrací ve výstřední paruce a kostýmu jakožto Signor Fagotto. Bertolucci ho obřadně vítá, ale antické úbory, do nichž se celá Bertolucciho domácnost převlékla, neudělají na slavného skladatele dojem. Ten se sám charakterizuje jako mistra „imitativní hudby“ a ihned v bravurním hudebním čísle předvádí, jak dokáže napodobit cokoli od drůbeže po ohňostroj (árie Compositeur musicien, par mes accords). Jestliže ostatní přítomní sledují toto představení s rozpaky a Caramello se zjevnou nedůvěrou, Bertolucciho nadšení nezná mezí.
Když Fagotto na chvíli osamí v místností s Moschettou, využije veškerý svůj hudební šarm, aby ji okouzlil (duet Nous voilà seuls). Pak před shromážděnou společností předvádí Caramello svou dlouho připravovanou Pindarovu ódu (Oïa! Oïa! Esbroufalaïa). Fabricio ji za příšernou, ale Bertolucci svého vyhlédnutého zetě chválí. Jenže ortel Signora Fagotta je zdrcující, označuje ódu za barbarskou a nabízí svou vlastní píseň, v níž hodnotí různé skupiny nástrojů (strunné, dechové), aby nakonec vyslovil svou preferenci pro nástroje bicí (kuplet Les instruments à cordes). Caramello je rozhořčen na nejvyšší míru a dává se do hádky s Mistrem – „caramellisté proti fagottistům“. Bertolucci je roztrhne a Signor Fagotto obratem přiměje všechny, aby s ním zahráli finále jeho (ve skutečnosti však Fabriciovy) nové opery. Bertolucci je touto hudbou nadšen. Ale protože tato scéna vrcholí v milostném duetu pro Fabricia a Clorindu, dojde k nové hádce a Caramello strhne Bacolovi paruku. Lest vyjde najevo, ale upřímný obdiv k Fabriciově hudbě Bertolucciho obměkčí a dává mladému skladateli Clorindu, zatímco Moschetta se uvolí přijmout Bacolovu žádost o ruku (finále Messieurs, par un ensemble).

## Instrumentace
(Původní orchestrace vídeňské verze) Dvě flétny (2. též pikola), dva hoboje, dva klarinety, dva fagoty; čtyři lesní rohy, dvě trubky, tři pozouny; tympány, bicí souprava; smyčcové nástroje (housle, violy, violoncella, kontrabasy).
(Rekonstruovaná pařížská verze) Dvě flétny (2. též pikola), hoboj, dva klarinety, fagot; dva lesní rohy, dvě trubky, pozoun; tympány, bicí souprava; smyčcové nástroje.

## Nahrávky
- Kompletní nahrávka této operety dosud nebyla vydána, jen duet Nous voilà seuls vyšel na souboru 2 CD „Entre Nous: Celebrating Offenbach“, který vydalo nakladatelství Opera Rara roku 2007. Zpívají Cassandre Berthon a Mark le Brocq, London Philharmonic Orchestra řídí David Perry.